# Rue Jobbé-Duval
La rue Jobbé-Duval est une voie du 15e arrondissement de Paris, en France.

## Situation et accès
La rue Jobbé-Duval est une voie publique située dans le 15e arrondissement de Paris. Elle débute au 40, rue Dombasle et se termine au 23, rue des Morillons.

## Origine du nom

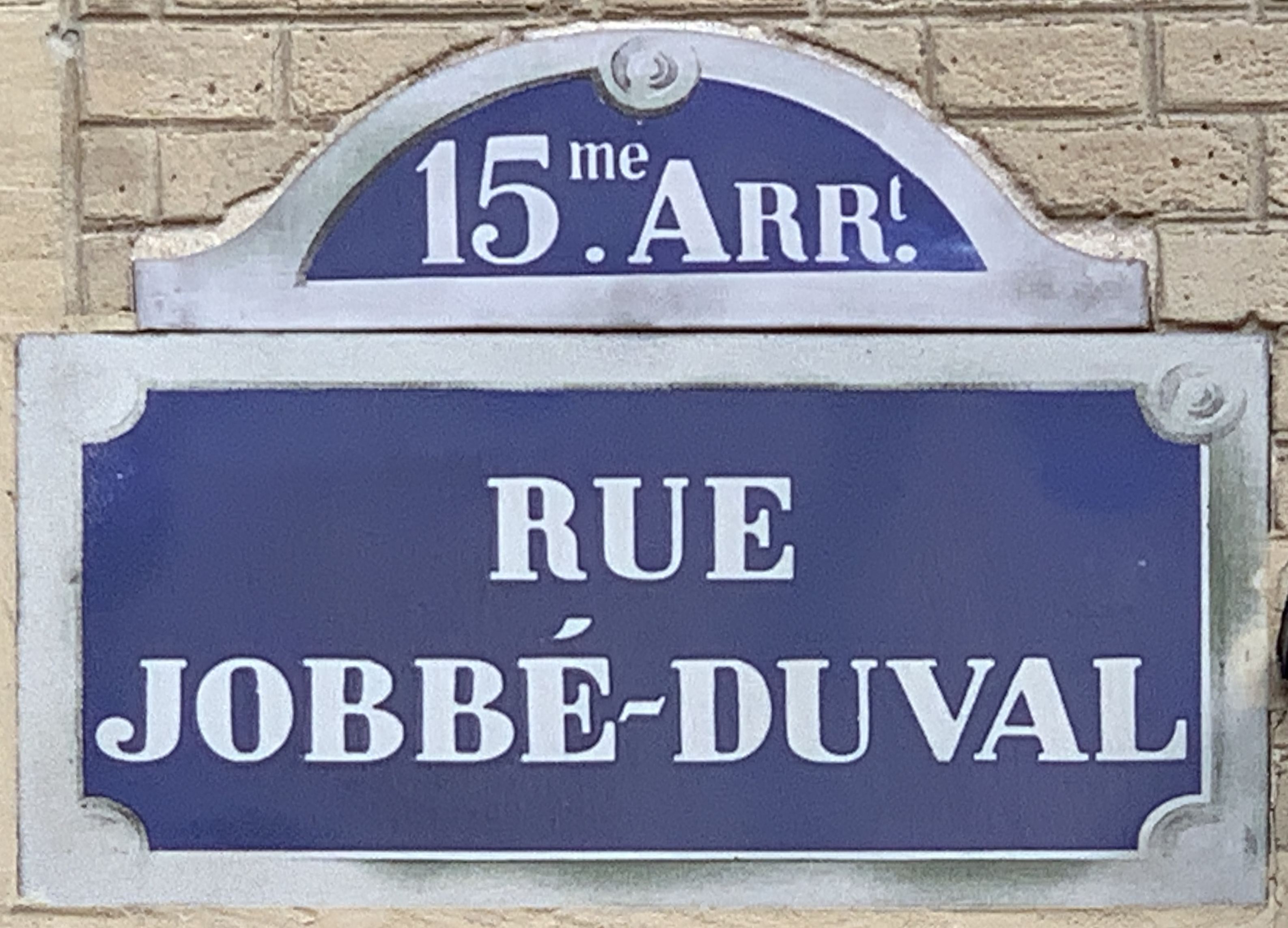
Plaque de la rue.

Son nom rend hommage à l'artiste et homme politique du XIXe siècle, Félix Amand Marie Jobbé-Duval (1821-1889).

## Historique
La voie est créée en 1912 sous le nom de « rue Ballery » et prend, plus tard, sa dénomination actuelle. 

## Bâtiments remarquables et lieux de mémoire
No 8-10 : Central téléphonique Vaugirard.